# Dialium englerianum
Dialium englerianum är en ärtväxtart som beskrevs av Julio Augusto Henriques. Dialium englerianum ingår i släktet Dialium och familjen ärtväxter. Inga underarter finns listade i Catalogue of Life.